# Андреас Папандреу
Андрѐас Георгиу Папандрѐу (на гръцки: Ανδρέας Γεωργίου Παπανδρέου) е гръцки политик, председател на Общогръцкото социалистическо движение (ПАСОК) и бивш министър-председател на Гърция (1981-1989 и 1993-1996).

## Биография
Андреас Папандреу е роден на 5 февруари 1919 г. на остров Хиос. Син е на Георгиос Папандреу и на Софѝя Минѐйко. През 1941 година, след освобождаването си от полицията, където е държан и измъчван по време на диктатурата на Йоанис Метаксас, заминава, третокурстник в Юридическия факултет на Атинския университет, за Съединените щати и се отдава на университетска кариера. През 1942 година става асистент в Харвард, а през 1943 година защитава докторат. През 1943 – 1944 г. е доброволец във Военния флот на Съединените щати.
От 1947 г. Папандреу преподава в университета на Минесота, от 1950 г. - в университета Нордуестърн, от 1951 г. - отново е професор в университета на Минесота. През 1955 г. става професор в университета Бъркли (Калифорния), като от 1956 до 1959 е декан на икономическия факултет. През 1959 се връща за една година в Гърция, в рамките на изследователска икономическа мисия. През 1961 е назначен за председател на управителния съвет и общ научен ръководител на Центъра за икономически изследвания и едновременно за съветник на Гръцката национална банка (1961 – 1962).
Политическата му кариера започва през февруари 1964 г. с избирането му за народен представител от Ахая от партията на Центристката лига, чийто водач по това време е баща му. След победата на Центристката лига първоначално е назначен за държавен секретар и министър на координацията едновременно (1964 – 1965).
Андреас Папандреу придружава баща си в трудното пътуване в Съединените щати, където президентът Линдън Джонсън се опитва да предизвика двустранни гръцко-турски преговори за Кипър. Когато е обявена диктатурата на полковниците, през април 1967 г. е арестуван, а на следващата година е освободен и отива в чужбина. На 15 януари 1968 г. потегля за Париж, а впоследствие се установява първоначално в Швеция, а после — в Канада.
През февруари 1968 година основава Общогръцкото освободително движение, на което става водач и което развива значима дейност до падането на диктаторския режим през юли 1974 г. През 1968 - 1969 е професор по икономика в Стокхолмския университет, а от 1969 до 1974 - професор в университета Йорк в Торонто. През 1970 - 1971 г. преподава и в Мичиганския университет като гост лектор, докато политическият натиск от страна на американското правителство не принуждава университета да анулира договора си с него.
Веднага щом е възстановена демокрацията в Гърция, Андреас Папандреу се връща от изгнание и на 3 септември 1974 година създава ПАСОК (Общогръцкото социалистическо движение), на което става председател. На първите избори след премахването на диктатурата, които се провеждат през ноември 1974, ПАСОК заема 15 места (13,5 % от гласовете). На следващите избори (ноември 1977) ПАСОК прави важна стъпка, удвоявайки потенциала си (от 13,5 на 25%) и става най-голямата опозиционна сила в парламента с 93 депутати.
На изборите през октомври 1981 ПАСОК излиза с лозунга за промяна и триумфира, печелейки 173 депутатски места (48%). Председателят на ПАСОК съставя правителство, което се заклева на 21 октомври 1981 година. В този кабинет Андрѐас Папандрѐу, освен министър-председател, става и министър на отбраната.
ПАСОК печели и изборите през 1985 година със 161 депутати (45,82%). На изборите от 18 юни 1989 ПАСОК взима 39,15% (125 места в парламента). На 21 септември 1989 година е подведен под съдебна отговорност от Нова демокрация и Синаспизмос за злоупотреби с Националната разузнавателна служба, а на 28 септември е обвиняем по скандала Коскотас.
При повторните избори от 5 ноември ПАСОК печели вече 40,7% (128 депутатски места). На изборите от 8 април 1990 печели 38,6% със 123 места. На 11 март 1990 година започва делото Коскотас срещу Критската банка и на 7 януари 1991 година Папандреу е оневинен от съда.
На 11 октомври 1993 година ПАСОК идва отново на власт, с 48% и 170 депутати. На 23 април 1994 посещава Белия дом за пръв път като министър-председател, поканен от президента Клинтън. На 20 ноември 1995 година влиза в болница и на 15 януари 1996 година се оттегля от управлението. На 23 юни 1996 година Папандреу губи битката със смъртта. Тялото му е пренесено от дома му в Ека̀ли до катедралния храм на Атѝна, където е изложено за всенародно поклонение. Погребан е на 26 юни 1996 година с държавни почести.